# 李惠英 (1971年)
李惠英或譯李慧英（韓語：이혜영，1971年12月22日—），韓國女演員。

## 演出作品

### 電視劇
- 1996年：KBS《爸爸PaPa》
- 1997年：KBS《初戀》
- 1999年：MBC《王朝》又譯《铁汉柔情》
- 1999年：MBC《再見我的愛》
- 2004年：SBS《最後的舞請與我一起》
- 2007年：KBS《達子的春天》飾演 魏善珠
- 2007年：MBC《泡菜奶酪微笑》飾演 申惠英
- 2009年：MBC《賢內助女王》飾演 楊風順
- 2012年：KBS《順藤而上的你》飾演 李惠英（客串）

### 電影
- 1995年：《The Man Wagging Tail》
- 1997年：《Hallelujah》（客串）
- 1997年：《Father Vs. Son》
- 1999年：《如果》
- 2002年：《Bet On My Disco》
- 2006年：《How the Lack of Love Affects Two Men》

## 外部連結
- 李惠英在韩国电影数据库（KMDb）上的資料（韓語）